# Napomyza blairmorensis
Napomyza blairmorensis är en tvåvingeart som först beskrevs av Sehgal 1971.  Napomyza blairmorensis ingår i släktet Napomyza och familjen minerarflugor. Inga underarter finns listade i Catalogue of Life.